# Walter Withers
Walter Herbert Withers, né le 22 octobre 1854 à Handsworth, au Royaume-Uni – mort le 13 octobre 1914 à Eltham, est un peintre australien rattaché à l’école de Heidelberg.

## Galerie photographique

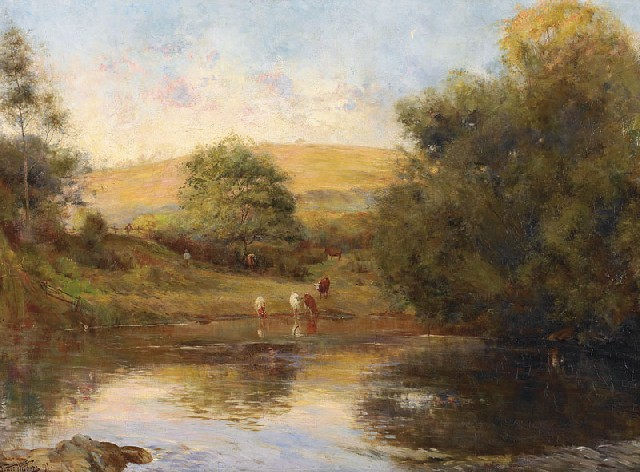
After the Heat of the Day (1891)
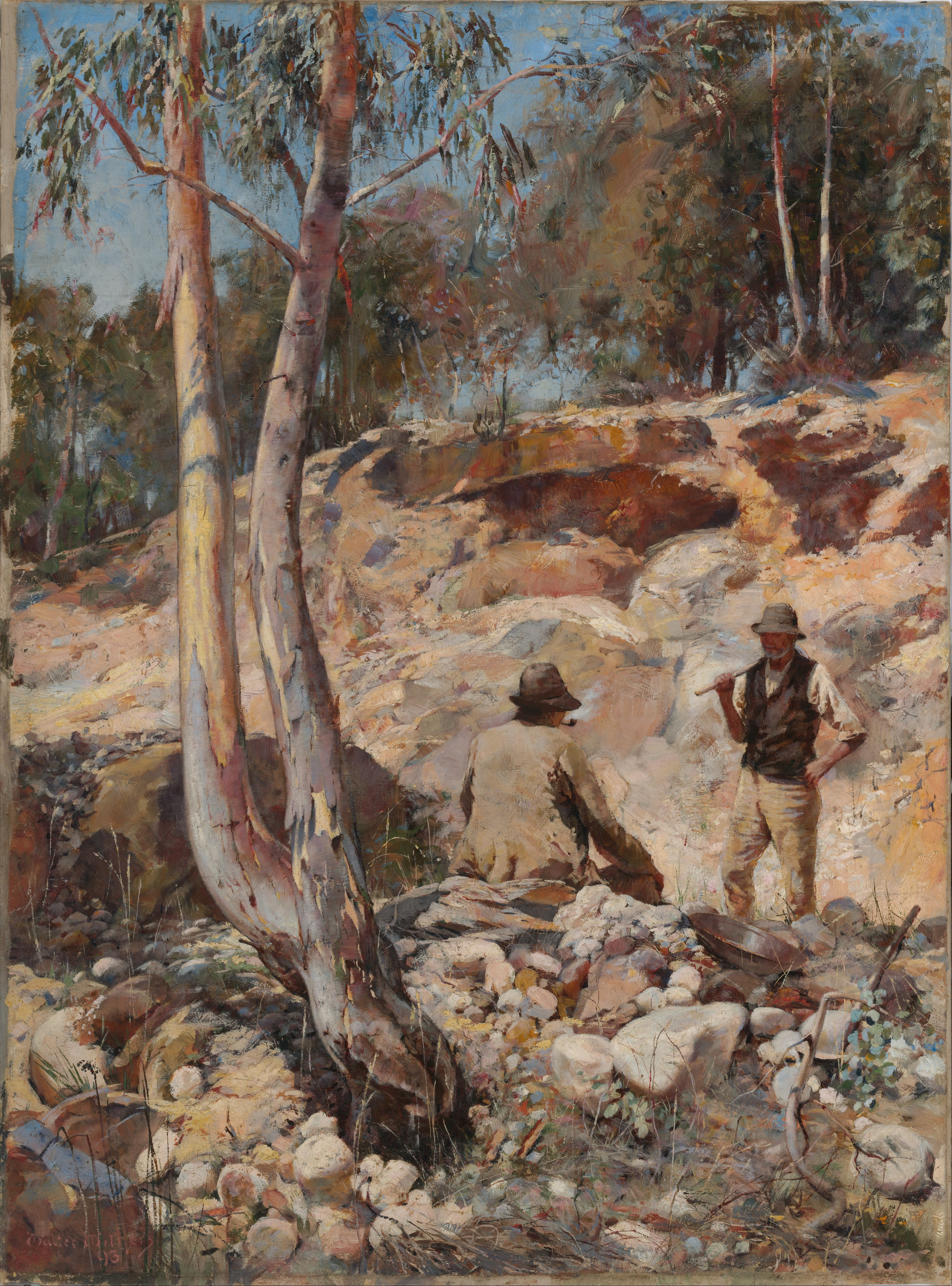
Fossickers
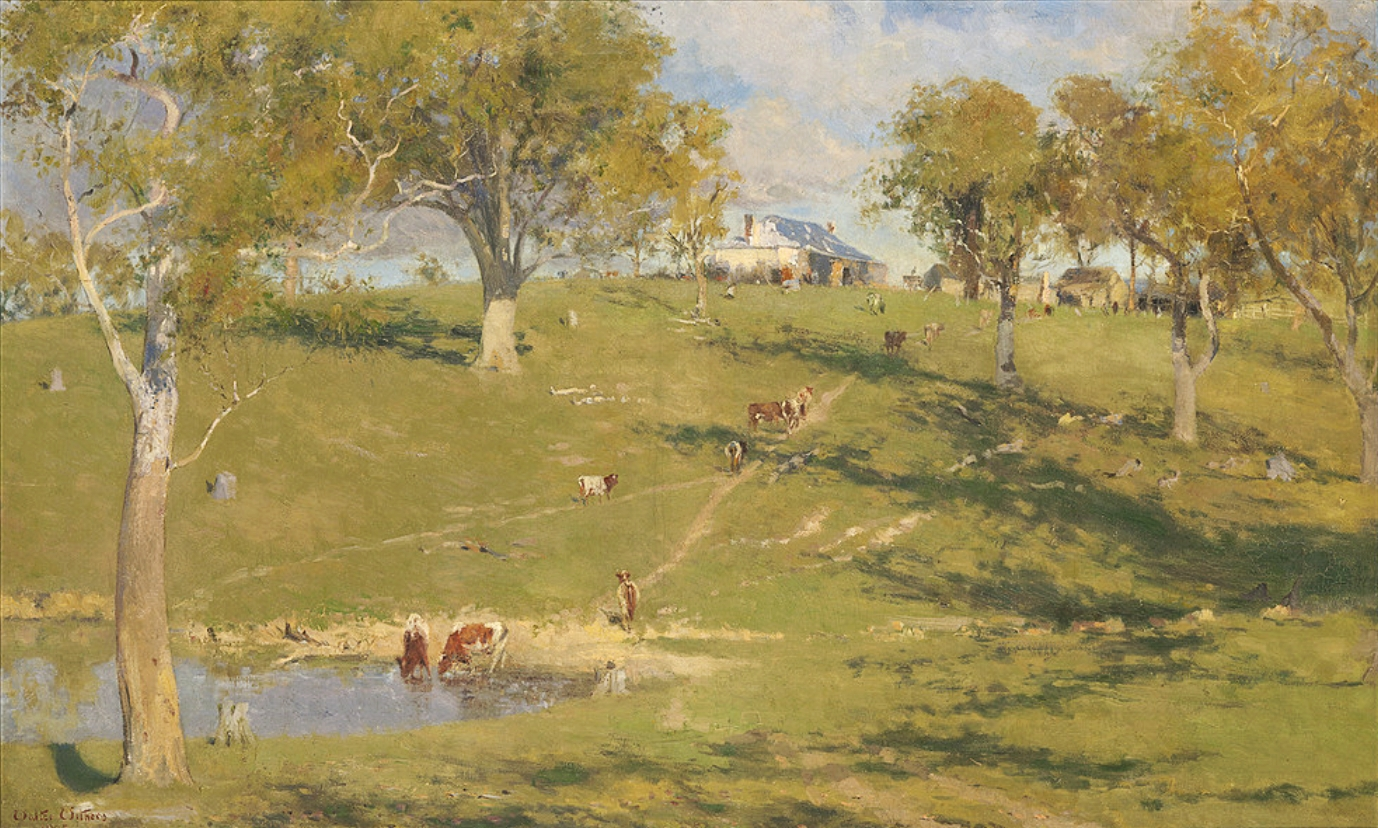
Tranquil Winter